# オリヴィエ・ダクール
オリヴィエ・ダクール（Olivier Dacourt、1974年9月25日 - ）は、フランス共和国セーヌ＝サン＝ドニ県モントルイユ出身の元サッカー選手。ポジションはミッドフィールダー。
運動量豊富で、攻守両面に秀でた元フランス代表ミッドフィルダー。

## 経歴
ASローマ時代にはファビオ・カペッロの寵愛を受け、自身もこの期待に応える活躍を見せた。インテル移籍後はロベルト・マンチーニの寵愛を受け怪我の多いヴィエラの代役やカンビアッソのバックアッパーとして毎試合の様に出場機会を得て、堅実な働きを見せた。しかしジョゼ・モウリーニョに監督が変わると事態は一変、1度も出場機会が得られず、2009年2月、フラムへのローン移籍が発表となった。
2009年夏にインテルを退団した後は無所属が続いていたが、2009年9月23日、ベルギーのスタンダール・リエージュと1年契約を結ぶ。しかし2010年にスタンダールとの契約が解除され、翌3月17日に現役引退を表明した。

## タイトル
- RCストラスブール

クープ・ドゥ・ラ・リーグ (1) : 1997
- インテル・ミラノ

セリエA (2) : 2006-07, 2007-08
- フランス代表

FIFAコンフェデレーションズカップ (2) : 2001, 2003

## 所属クラブ
- RCストラスブール 1992-1998
- エヴァートンFC 1998-1999
- RCランス 1999-2000
- リーズ・ユナイテッド 2000-2003
- ASローマ 2003-2006
- インテル・ミラノ 2006-2009

→  フラム 2009.2-.6
- スタンダール・リエージュ 2009.9-2010.3